# Eupithecia glaucotincta
Eupithecia glaucotincta là một loài bướm đêm trong họ Geometridae.